# پورتر ایرلاینز
پورتر ایرلاینز (به انگلیسی: Porter Airlines) یک شرکت هواپیمایی با کد یاتا PD است که در تاریخ ۲ فوریه ۲۰۰۶ میلادی تأسیس شده و در تاریخ ۲۳ اکتبر ۲۰۰۶ فعالیتش را آغاز کرده‌است. دفتر مرکزی پورتر ایرلاینز در تورنتو، کانادا واقع شده‌است و قطب این شرکت هواپیمایی در فرودگاه شهری بیلی بیشاپ تورنتو قرار دارد و به ۲۱ مقصد، پرواز مستقیم انجام می‌دهد.